# Morte di un maestro del tè
Morte di un maestro del tè (Sen no Rikyu) è un film del 1989 diretto da Kei Kumai.
La pellicola giapponese è dedicata alla vita del maestro del tè Sen no Rikyū.

## Trama
Due discepoli tentano di ricostruire l'ultimo periodo di vita del loro maestro di tè e le cause che lo portarono al suicidio rituale (seppuku).

## Produzione
Tratto dal testo di Yasushi Inoue Honkakubo ibun ("Il testamento di Honkakubo"), è basato su elementi e figure realmente esistite come l'allievo di Rikyu, Honkakubo, e Urakusai, fratello minore del daimyō Oda Nobunaga.

## Riconoscimenti
- 1989 - Mostra internazionale d'arte cinematografica
  - Leone d'argento